# Cremona (comida)
La cremona es una especie de pan de masa hojaldrada y crujiente con forma de sol o flor, típica de la gastronomía de gastronomía de Argentina, que se consume principalmente en desayunos y meriendas. Se la considera un buen acompañamiento para el mate.
Su masa se prepara a base de harina, agua, sal, levadura y manteca, grasa vacuna o margarina.
Puede llevar asimismo extracto de malta o un poco de miel.
Suelen ser vendidas en panaderías.

## Origen
Su origen es incierto, pero por llamarse como el municipio italiano de Cremona y la provincia en la que dicho municipio se encuentra, se especula con que deba haber sido un inmigrante cremonés el creador de la cremona.

## Variaciones
Además de la cremona tradicional, también existen versiones rellenas con jamón y queso. Asimismo, hay variedades con  aceitunas, tomates secos y aceite de oliva.
También existen las rellenas con dulce de membrillo, dulce de batata o dulce de leche, más cercanas a una factura, pero de sabor más agridulce.